# One-Stop-Shop
Als One-Stop-Shop wird in der Wirtschaft wie auch in der öffentlichen Verwaltung die Möglichkeit bezeichnet, alle notwendigen bürokratischen Schritte, die zur Erreichung eines Zieles führen, an einer einzigen Stelle durchzuführen. Hierzu zählen Unternehmensgründungen, bürokratische Alltagsaufgaben, Finanzaufgaben, Steuererklärungen etc.
In der energetischen Gebäudesanierung gewinnen One-Stop-Shops an Bedeutung, um Personen mit Eigentum zu unterstützen und somit die Hürden der Planung und Finanzierung zu reduzieren. Im Zuge der Novelle der EU-Gebäuderichtlinie von 2024 werden die Mitgliedstaaten verpflichtet, zentrale Anlaufstellen einzurichten. Im Rahmen der europäischen Fusionskontrolle bedeutet One-Stop-Shop, dass lediglich die Europäische Kommission ein Prüfungsrecht hat und der Zusammenschluss nicht daneben auch von Mitgliedsstaaten überprüft werden kann.

## Begriff
Für die öffentliche Verwaltung ist durch die EU-Dienstleistungsrichtlinie die Umsetzung eines Einheitlichen Ansprechpartners bis zum Jahresende 2009 von zentraler Bedeutung geworden.
Für die organisatorische Ausgestaltung haben sich dabei verschiedene Begriffe etabliert. Bei den bürgernahen Dienstleistungen mit persönlichem Kontakt werden diese als Bürgeramt, Bürgerservicezentrum, Bürgerladen, Bürgerbüro oder Nachbarschaftsladen bezeichnet. Vermehrt wird auch der Begriff des einheitlichen Ansprechpartners für den Kontakt von Unternehmen zu Behörden genutzt. Die verschiedenen Formen unterscheiden sich dabei in der organisatorisch rechtlichen Stellung und dem Angebot. So bieten Bürgerläden beispielsweise auch Dienstleistungen und Produkte von privaten Anbietern.
Als besonderes Hilfsmittel fungiert hierbei oft das Internet, über das Anträge online an eine Institution eingereicht werden können. Viele Regierungen oder Unternehmen sind im Begriff das System des One-Stop-Shops in ihre Verwaltungsabläufe einzugliedern. Man nennt die Erledigung bislang bürokratischer und aufwendiger Schritte per Internet deshalb oft auch e-Government (je nach Staat unterschiedlich). Die Kombination der elektronischen Abwicklung und Prozessunterstützung, der einheitlichen Anlaufstelle und der Unabhängigkeit vom Bearbeitungsort für den Kunden führen unter dem Stichwort "Verwaltungsleistungen aus einer Hand" zum Ansatz des One-Stop-Government. Dabei kommen verschiedene Systeme wie beispielsweise Hochleistungsportale und Zuständigkeitsfinder zum Einsatz.
Das Prinzip des One-Stop-Shops führt zu einer Verkürzung der Kommunikationsabläufe, zu einer rascheren Erledigung der einzelnen Ablaufsschritte und somit zu einer Optimierung verwaltungstechnischer Aufgaben. Ebenso können hierbei Bestechungsmöglichkeiten und Korruption praktisch ausgeschlossen werden. Die oft mühseligen Arbeitsschritte, die bislang an den Nutznießer oder Antragsteller abgewälzt wurden, werden somit an den Verwaltungsapparat übertragen, der im Rahmen eigener Strukturen oft besser und schneller mit Anträgen umgehen kann.